# Emil Gottfried Fischinger
Emil Gottfried Fischinger (* 5. November 1860 in Hausach, Baden; † 28. März 1931 in Dresden) war ein deutscher Elektrotechniker.

## Leben und Wirken
Seine Eltern waren der Müller Josef Fischinger und dessen Ehefrau Apollonia Fischinger geb. Schätzle. Er machte eine Lehre als Feinmechaniker, und nach zusätzlichem Selbststudium trat er 1880 als Konstrukteur für elektrische Maschinen in das Unternehmen von Hermann Pöge in Chemnitz ein, wo er zum Chefingenieur aufstieg.
Der Unternehmer Oskar Ludwig Kummer engagierte Fischinger 1887 als Betriebsingenieur. Fischinger war bis 1899 in Kummers Unternehmen tätig und stieg dort schon bald zum Chefingenieur und 1894 auch zum Werksdirektor auf. 1891 konstruierte er für Kummer den ersten Gleichstrom-Nebenschluss-Generator mit Kohlebürsten.
Nach dem Ausscheiden aus Kummers Unternehmen gründete Fischinger sein eigenes Ingenieurbüro. Im Jahr 1911 war er Konstrukteur der 110-kV-Leitung Lauchhammer–Riesa, die 1912 in Betrieb genommen wurde.
Im Jahr 1918 verlieh die Technische Hochschule Karlsruhe Fischinger die Ehrendoktorwürde (als Dr.-Ing. E. h.).

## Schriften
- Die Entstehungsgeschichte der ersten 100-kV-Anlage in Europa, in Lauchhammer; In: Geschichtliche Einzeldarstellung aus der Elektrotechnik; III, 1932.